# Giovanni Roletto
Giovanni Roletto (Rosignano Monferrato, 18 aprile 1908 – Conzano, 24 novembre 1998) è stato un calciatore italiano, di ruolo portiere.

## Carriera
Iniziò la carriera nel Casale, con cui disputò vari campionati di Divisione Nazionale ed uno di Serie A a girone unico (9 presenze nella stagione 1930-1931).
Passò poi all'Ambrosiana Inter, dove non partecipò a gare di campionato, e poi continuò la sua carriera tra Serie B e Serie C con Pavia, Parma e Catania.

## Palmarès

### Club

#### Competizioni nazionali
- Serie B: 1

Casale: 1929-1930
- Prima Divisione: 1

Pavia: 1932-1933